# 亞爾維斯

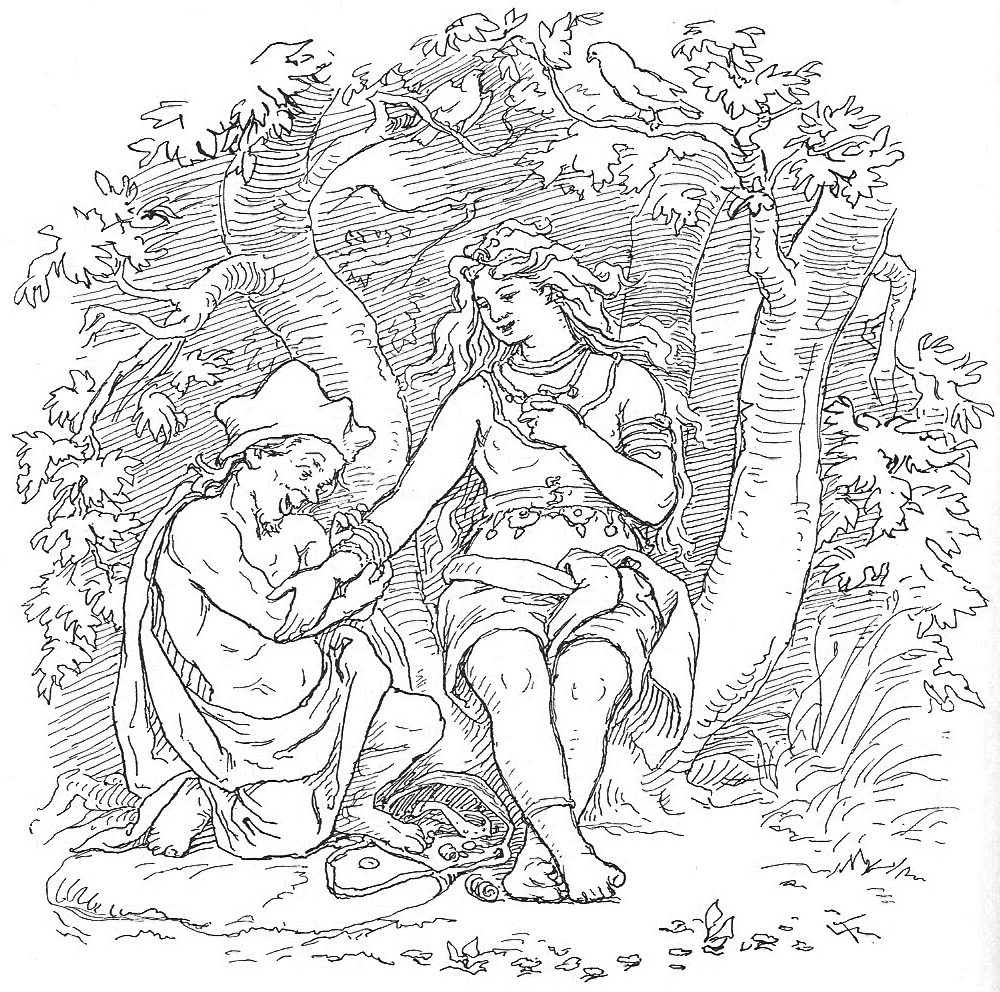
Lorenz Frølich畫的亞爾維斯和斯露德。

亞爾維斯（Alvíss）是北歐神話中的一名侏儒，名字的意思是「全知」（All-Wise）。他出現在《詩體埃達》（Poetic Edda）中。
故事提到亞爾維斯曾經向索爾（Thor）提請求，希望和其女兒斯露德（Thrud）結婚，雖然亞爾維斯是個很有能力的侏儒，但索爾不願將女兒嫁給他，所以故意以測驗智商為理由，問了亞爾維斯一整個晚上的問題，當太陽出現時，亞爾維斯就因為照到太陽光而化為石頭。